# Djimet Arabi
Djimet Arabi est un magistrat et homme politique tchadien. 

## Biographie
À sa sortie de l'École nationale d'administration et de la magistrature de N'Djaména en 1991, Djimet Arabi est nommé substitut du procureur de la République près le tribunal de Bongor, poste qu'il occupe jusqu'en 1995. Il est ensuite successivement procureur de la République au tribunal de première instance de Moundou de 1999 à 2001, substitut du procureur général près la cour d’appel de N’Djaména de 2006 à 2008 puis conseiller référendaire près la Cour suprême du Tchad de 2009 à 2011.
Le 7 mai 2018, il est nommé garde des Sceaux, ministre de la Justice, chargé des Droits humains, sous la présidence d'Idriss Déby.

## Décorations
- Chevalier de l'ordre national du Tchad[1]